# Agustín de Vera
Agustín de Vera (1 de mayo de 1844, Lanzarote, (Canarias, España) - 19 de junio de 1918, Montevideo) fue un artista español que se instaló en Uruguay cuando aún era pequeño. Él fue considerado el mejor grabador de Uruguay.

## Biografía
Según algunas fuentes, Agustín Vera nació en las Islas Canarias el 1 de mayo de 1844, probablemente en Lanzarote. Su familia se estableció en Montevideo, cuando él era aún un niño, estableciéndose de forma definitiva en esta ciudad. Sin embargo, según el historiador Manuel Mora Morales, él nació en el barco que traía a sus padres desde Canarias en 1842. Él era un pariente de Jacinto Vera, el primer obispo católico de Montevideo.
Durante varios años fue platero, convirtiéndose más tarde en grabador y cincelador. Estudió estas profesiones bajo las enseñanzas de J. Welker o del artista francés Lorenzo Gilbert y Saint-Aubin (según los autores). En cualquier caso, Vera es reconocido como uno de los mejores grabadores del Río de la Plata.
Se estableció en su taller de joyería y platería, donde comenzó su profesión y trabajó hasta el año 1902.
A Vera se le atribuye la creación de la mayor parte de las medallas realizadas entre 1875 y 1895, al igual que la de ciertos objetos de esmaltes que son considerados muy bellos. Durante mucho tiempo estuvo bajo la protección del obispo Jacinto Vera. Sin embargo, este lo abandonó tras enterarse de que había entrado en la masonería. Tras dejar su profesión murió el 19 de junio de 1918 en Montevideo.